# Casa Gafanhoa
A Casa Gafanhoa é uma casa-museu etnográfica localizada na freguesia da Gafanha da Nazaré, concelho de Ílhavo, distrito de Aveiro.
                                                                

## História
A Casa Gafanhoa foi inaugurada a 11 de Novembro de 2000. Trata-se de um edifício que foi adquirido pela Câmara Municipal de Ílhavo e entregue à administração do Grupo Etnográfico da Gafanha da Nazaré, a entidade que mais lutou por este espaço. 

## Casa Museu
A Casa Gafanhoa é um edifício do princípio do século XX, que reflecte a vida de um lavrador rico desta região.
A casa antiga mostra um recheio totalmente dominado por móveis e utensílios do princípio do século XX, num desafio constante à pesquisa e estudo de quanto os primeiros gafanhões nos legaram, mostrando um viver simples, mas prático, que não pode hoje deixar de nos encantar pela simplicidade que se desprende de tudo.

## Características
- Cozinha - com a sua trempe de ferro, panelas de três pés, aparadores, mesa e bancos toscos. Os talheres eram de ferro e alguns de cabo de osso. A um canto havia a cantareira com a respectiva cântara de ir à fonte buscar água, junto à mata da Gafanha.

- Cozinha de Fora - uma cozinha mais modesta, com chão de junco, um forno, uma salgadeira com carne de porco e uma barrica com sardinha salgada, bem acamada.

- Quartos - quartos pequenos, onde mal cabia uma cama e a respectiva mesa-de-cabeceira, com a mala do enxoval da casa, quantas vezes sem guarda-fatos e sem outros móveis. Sobre as camas das casas gafanhoas não faltavam as mantas de tiras, que as tecedeiras fabricavam com farrapos e restos de roupa velha, tiras essas cortadas nas noites de Inverno, ao serão, sobretudo pelas mulheres da casa. Mas ainda se hão-de admirar cobertores grosseiros de lã, lençóis de linho churro, e a um canto, o lavatório, normalmente só usado aquando da visita do médico a algum familiar doente.

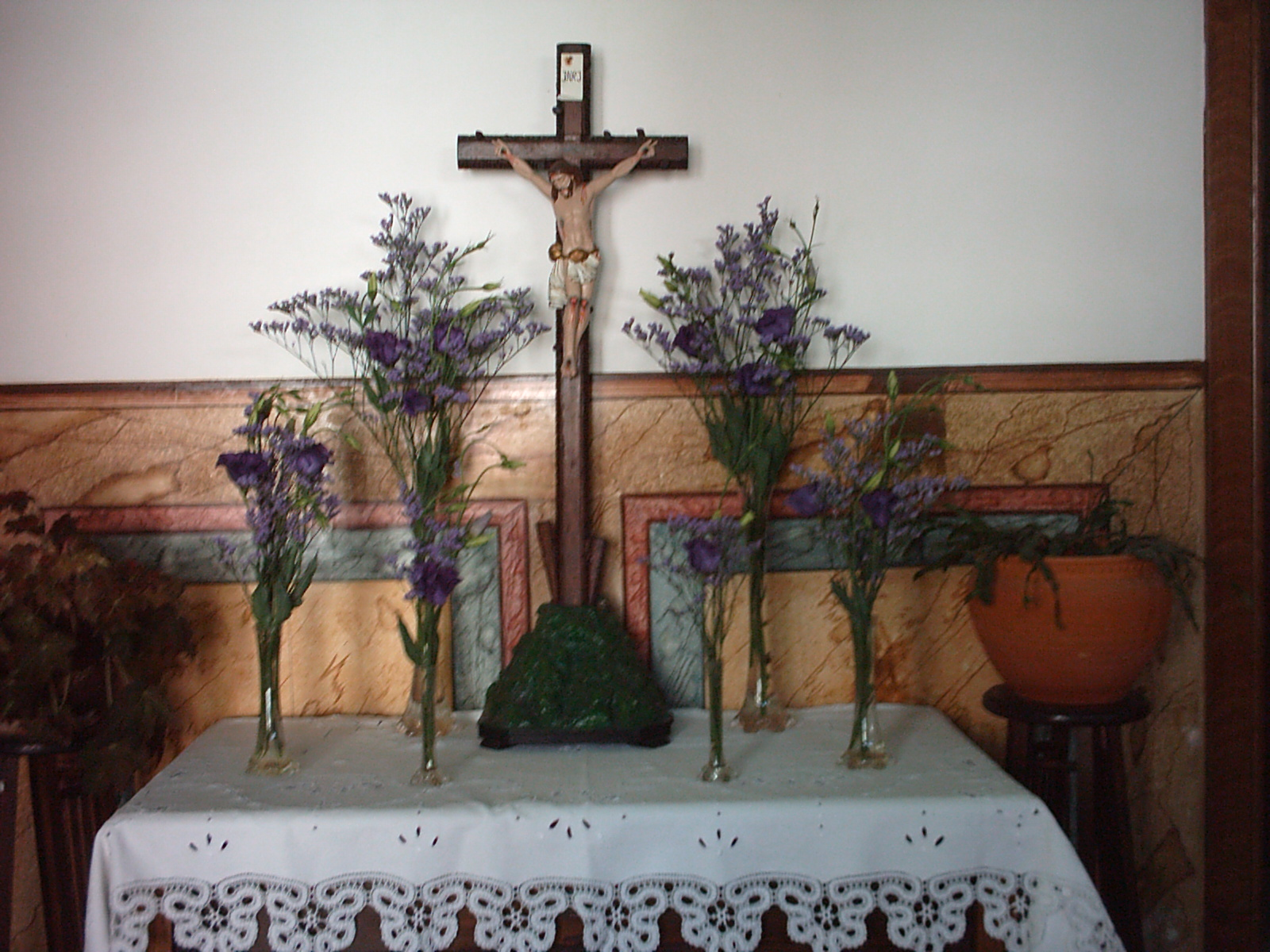
Sala do Senhor

- Sala do Senhor - uma sala que se abria na Páscoa ou em dias de casamento ou baptizado, com um crucifixo sobre uma toalha alva, em cima da cómoda, onde se guardavam as roupas brancas e de festa. Havia cadeiras à volta, retratos nas paredes, principalmente dos casamentos, ampliados. Em cima da cómoda, onde dois castiçais suportavam outras tantas velas para acender em dias de trovoada e, ainda, quando havia a visita das “almas” e quando se velavam os mortos, podiam ver-se algumas fotos de datas marcantes da família, a par das jarras de flores, renovadas semana após semana.

- Pátio Interior - No pátio interior não faltam as padiolas, os carros de mão e de vacas ou bois, com todos os seus apetrechos, as várias alfaias agrícolas, encabadas com paus toscos, a charrua e o arado, a um canto o galinheiro para as galinhas e galos. E também não falta a retrete, pequena e de tampo de madeira, com o indispensável buraco a meio, que quarto de banho era coisa que não existia. Para o pátio interior ainda davam os currais dos porcos e das vacas ou bois. O celeiro também tinha uma porta para este pátio e às vezes para o exterior. Nos beirais dos telhado viam-se as abóboras a secar e à espera do Natal, para fazer os bilharacos.

- Pátio de Fora - No pátio de fora não faltava a eira, onde se malhavam e secavam os cereais, cobertos de noite pelo tolde, feito de palha de centeio, a estrumeira (quando não era no pátio interior), para onde se deitava tudo o que pudesse transformar-se com o tempo em esterco, tão necessário à fertilização dos solos, a par do moliço e de mistura com ele. Viam-se as medas de palha e o “cabanéu” (prisma triangular, feito de uma armação de troncos de eucalipto e de ripas, e deitada sobre uma face), onde se arrumavam lateralmente e num dos topos, bem apertadas para não entrar a chuva, as palhas de milho, secas, para no Inverno servirem para alimento do gado. No interior guardavam-se alfaias agrícolas, menos usadas no dia-a-dia, e também ali dormiam, em especial os filhos da família, quando havia milho na eira, para o guardar dos ladrões que às vezes deixavam o lavrador sem nada do que granjeou durante todo o ano agrícola. Claro que não podemos esquecer, o poço, de onde se tirava a água para os usos domésticos, e um outro, o de rega, com o seu engenho puxado por vaca ou boi, que servia para regar o aido.